# Ferraria kamiesbergensis
Ferraria kamiesbergensis är en irisväxtart som beskrevs av M.P.de Vos. Ferraria kamiesbergensis ingår i släktet Ferraria och familjen irisväxter. Inga underarter finns listade i Catalogue of Life.